# Herceghalmi vasúti baleset
Az 1916. december 1-én történt herceghalmi vasúti baleset a magyar vasút történetének legtöbb halálos áldozattal járó eseménye volt. A Herceghalom mellett történt katasztrófát az okozta, hogy egy késő vonatokkal zsúfolt vonalon az egyik mozdony személyzete elmulasztotta egy jelző megfigyelését.

## Forgalmi helyzet a baleset éjjelén
1916. november 30-án Bécsben eltemették I. Ferenc József magyar királyt. A magyar társadalom elitje nagy számban képviseltette magát az elhunyt uralkodó gyászszertartásán. A temetésről több különvonat és a minden nap közlekedő budapesti gyors szállította a Magyarországra visszautazókat. A budapesti gyors esténként 19.20-kor indult a Győrön át tartó útnak a bécsi Keleti pályaudvarról. A rengeteg utas és a vonatra akasztott számos különkocsi miatt a szerelvény csak majd félórás késéssel futott ki az osztrák fővárosból. A vonat késése az út során egyre növekedett, többek között azért, mert Hazai Samu miniszteri különvagonját a komáromi állomáson kisorozták a vonatból, s a bécsi gyors előtt öt perccel különvonatként indult útnak Budapest irányában.
Ugyanezen az estén a budapesti Keleti pályaudvarról indult útnak a Győr–Celldömölk–Szombathely útirányon át Grácba közlekedő személyvonat is. Az alvó utasokkal teli vonat a győri vasútvonal forgalmi zsúfoltsága miatt szintén jelentős késéseket szedett össze. Herceghalom vasútállomásra a személyvonat már igen jelentős, másfél órás késéssel érkezett.

## A baleset
A vonal túlzsúfolt forgalmi helyzete miatt a herceghalmi forgalmi irányító úgy döntött, hogy az Ausztria felé tartó személyvonatot a szokásos harmadik vágány helyett a második vágányra járatják be. (Ez a vágány volt a kétvágányú vasútvonal Budapest felé tartó átmenő fővágánya is.) A vonatnak a végpont felé eső kitérőkön kellett visszatérnie a menetirány szerinti helyes vágányra. A herceghalmi szolgálattevő a Pestre tartó különvonat áthaladása után szabad utat adott a gráci vonatnak. A vágánykapcsolat kitérőin tért vissza a menetirány szerinti helyes vágányra, amikor az állomás utáni ívben feltűnt a Bécs felől érkező gyorsvonat.
A nagy sebességgel közeledő gyorsvonat már meghaladta Herceghalom állomás előjelzőjét, amikor mozdonyvezetője észlelte, hogy a vágány foglalt előtte. Működésbe hozta a féket, de már elkésett; a gyorsvonat 76 km/h-s sebességgel az állomásról kihaladó személyvonat hátsó kocsijaiba csapódott. Az ütközés a személyvonat két kocsiját elszakította a szerelvénytől. A gyorsvonat mozdonya ezt a két kocsit maga alá gyűrte, miközben a mozdonyt is szinte teljesen összetörték a személykocsik roncsai. A mozdony után kapcsolt szalonkocsik egymásba csúsztak, lefordultak a vasúti pályáról. A halálra rémült utasok a környező szántóföldekre menekültek a ronccsá vált vonatból.

## Kármentés és vizsgálat
A herceghalmi állomás személyzete azonnal értesítette a MÁV üzletvezetőségét a bekövetkezett szerencsétlenségről. A katasztrófa helyszínére elsőként egy német katonai szerelvény érkezett, a katonák azon nyomban hozzákezdtek a mentéshez. A németek és az időközben hozzájuk csatlakozó orosz hadifoglyok máglyát raktak a favázú kocsik roncsaiból, ezek fényénél sérültek és holttestek tucatjait húzták ki a vonat alól. A reggeli órákig további két műszaki és egy kórházvonat érkezett a mentéshez. Reggel 7 órakor emelték ki a roncsok alól Thallóczy Lajos történésznek, a megszállt Szerbia kormányzójának holttestét. A mentés még napokkal a katasztrófa után is tartott, holttesteket december 3-ig találtak. A sebesülteket Komáromba és Budapestre szállították. A halottak többségét Bia temetőiben helyezték örök nyugalomra. A katasztrófa emlékére Herceghalmon egy  vadgesztenyefákból álló ligetet telepítettek.
A baleset vizsgálatát már a tragédiát követő reggelen megkezdte a vasúttársaság. A vizsgálat három olyan hibát mutatott ki, amelyek együttesen eredményezték a katasztrófát. Az első hibát még a győri forgalomirányítás követte el, amikor a menetrend szerint közlekedő gyorsvonat előtt mindössze öt perccel útjára engedte a különvonatot. A második hibát a herceghalmi állomásfőnök követte el, amikor úgy gondolta, hogy a különvonat elindulása és a gyorsvonat érkezése közötti öt perc elégséges arra, hogy a gráci személyvonat elhagyja az állomást. A harmadik hibáztatható fél a gyorsvonat mozdonyvezetője volt, aki későn észlelte, hogy Herceghalom bejárati (karos) alakjelzője tilosat jelez. A kritikus pillanatban a gyorsvonat légfékje felmondta a szolgálatot, a mozdonyvezető pedig a kéziféket már csak közvetlenül az ütközés előtt tudta működésbe hozni. A bizottság megállapította, hogy Herceghalom előjelzője nem volt kivilágítva, a gyorsvonat vezetője ezért észlelte késve a bejárati jelző tilos állását. Az előjelző világítását vélhetően a szél oltotta el.